# Lampanyctus pusillus
Lampanyctus pusillus är en fiskart som först beskrevs av Johnson, 1890.  Lampanyctus pusillus ingår i släktet Lampanyctus och familjen prickfiskar. Inga underarter finns listade i Catalogue of Life.